# 阿尔贝托·西莫内利
阿尔贝托·西莫内利（義大利語：Alberto Simonelli，1967年6月18日—），意大利男子射箭运动员。他曾代表意大利参加2008年、2012年和2016年夏季残疾人奥林匹克运动会射箭比赛，获得二枚银牌。